# Condado de Cheatham
O Condado de Cheatham é um dos 95 condados do Estado americano do Tennessee. A sede do condado é Ashland City, e sua maior cidade é Ashland City. O condado possui uma área de 795 km² (dos quais 12 km² estão cobertos por água), uma população de 35 912 habitantes, e uma densidade populacional de 46 hab/km² (segundo o censo nacional de 2000). O condado foi fundado em 1856.